# Hachiko
Hachiko (Japans: ハチ公) (Odate, 10 november 1923 – Tokio, 8 maart 1935), in het Japans ook bekend als chūken Hachikō (忠犬ハチ公, "trouwe hond Hachiko"), was een Akita die in Japan grote bekendheid verwierf door het feit dat hij na de dood van zijn baasje negen jaar lang wachtte op diens terugkeer bij het treinstation Shibuya in Tokio. Een jaar voor zijn dood, in april 1934, werd voor het station een standbeeld voor hem opgericht. De vacht van Hachiko is bewaard gebleven in het museum van Tokio.  Het ontroerende verhaal van Hachiko is tweemaal verfilmd, in Hachiko Monogatari (1987) en in Hachi: A Dog's Tale (2009).

## Leven

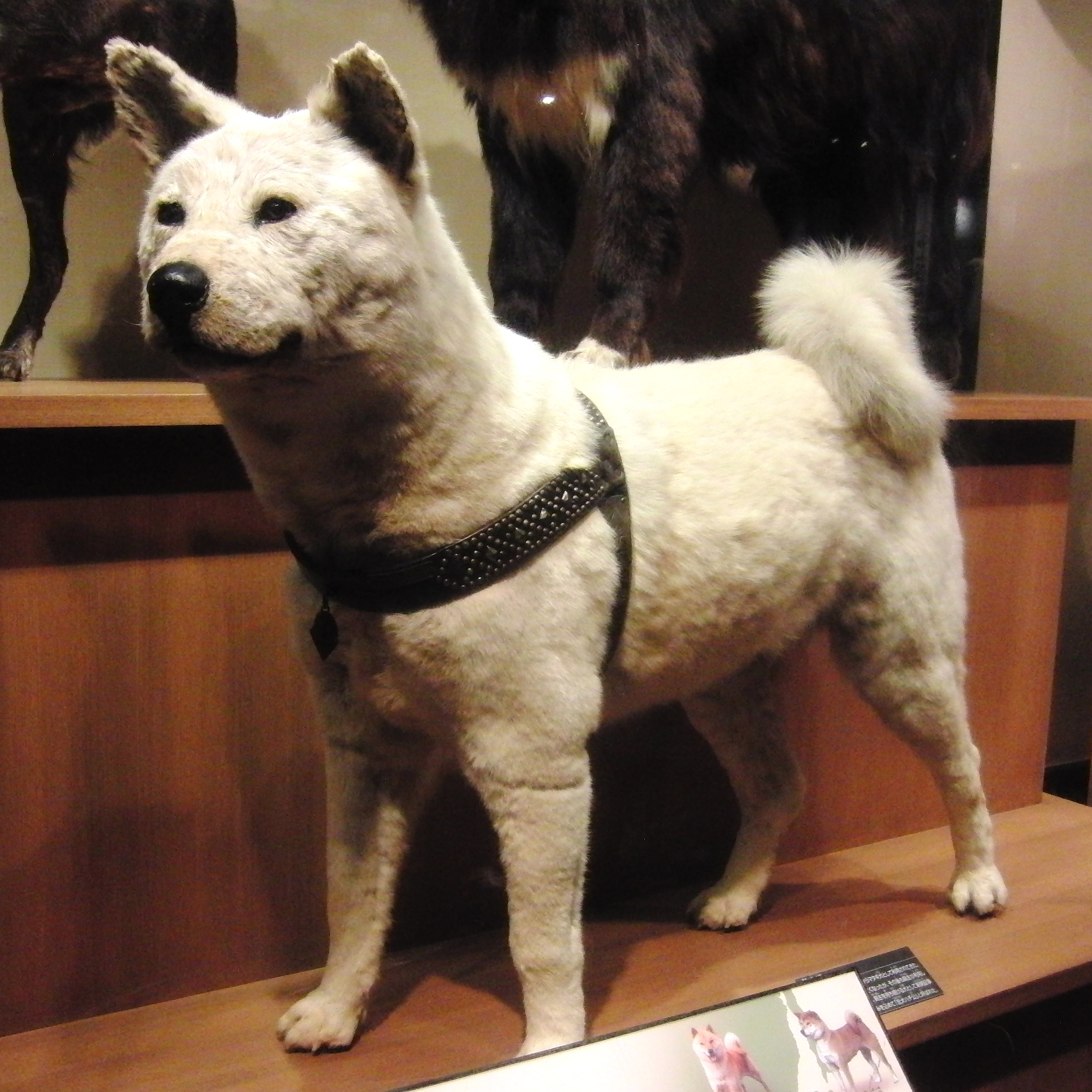
Hachiko’s opgezette lichaam in het National Museum of Nature and Science in Tokio

Hachiko werd geboren op een boerderij in de buurt van de stad Odate in de prefectuur Akita. In 1924 werd hij gekocht door Hidesaburo Ueno, een professor aan de Universiteit van Tokio, die hem meenam naar Tokio.
Ueno nam elke dag de trein naar de universiteit vanaf het station Shibuya. Al snel leerde Hachiko om zijn baasje ’s ochtends naar het station te begeleiden en ’s middags weer bij het station af te halen. Deze routine werd door de twee herhaald tot mei 1925. Die maand stierf Ueno op de universiteit aan een hersenbloeding. Hachiko wachtte die dag tevergeefs bij het station. Hoewel Ueno uiteraard nooit meer kwam opdagen, bleef Hachiko elke dag, zoals hij gewend was, terugkeren naar het station. Toen Ueno’s dood bekend werd, werd Hachiko aan een nieuwe eigenaar gegeven. Hij ontsnapte echter geregeld, waarna hij altijd weer terugkeerde naar het huis van Ueno dan wel het treinstation.
Door dit gedrag werd Hachiko al snel bekend bij de vele reizigers die dagelijks het station bezochten, en die Hachiko eerder samen hadden gezien met Ueno. De mensen die hem kenden gaven hem te eten en verzorgden hem als hij verwond was door te vechten met andere honden die hij op zijn weg tegenkwam. Een van deze mensen was een voormalige student van Ueno, die nu onderzoek deed naar het Akita-ras. Hachiko’s populariteit breidde zich uit tot ver buiten het station. Hij werd mede door de aandacht die kranten aan hem schonken een sensatie in Japan. Mensen zagen hem als een toonbeeld van familietrouw waar menig mens een goed voorbeeld aan kon nemen. Leraren en ouders gebruikten Hachiko dan ook als voorbeeld als ze kinderen de waarde van familie probeerden bij te brengen.
In totaal wachtte Hachiko negen jaar, negen maanden en vijftien dagen lang bij het station op de terugkeer van Ueno. Hij stierf op 8 maart 1935 op 11-jarige leeftijd op zijn bekende plekje bij het station.
Hachiko werd na zijn dood opgezet en staat tegenwoordig in het National Museum of Nature and Science in Tokio.

## Eerbetoon

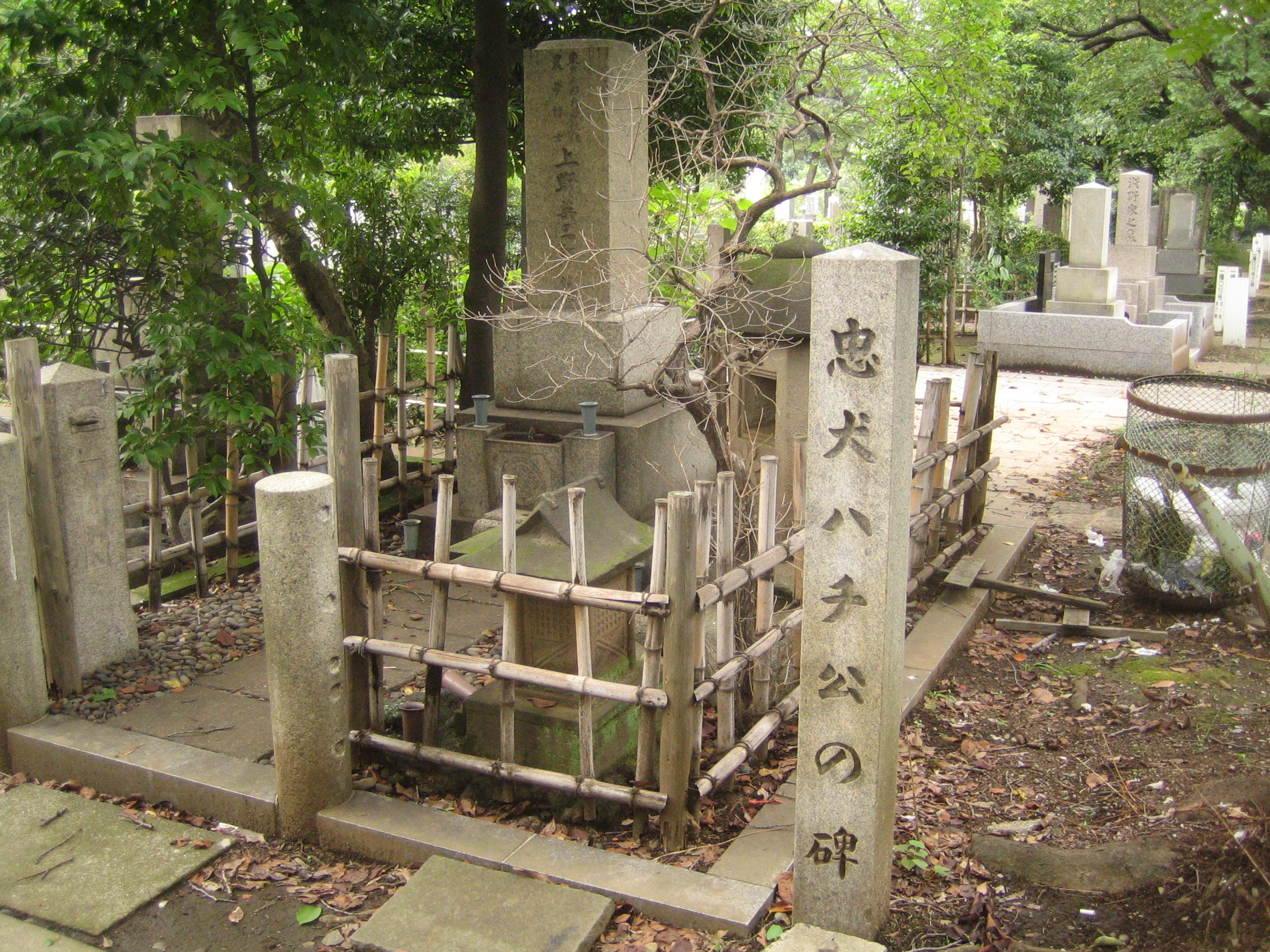
Monument voor Hachiko naast de grafsteen van zijn eigenaar

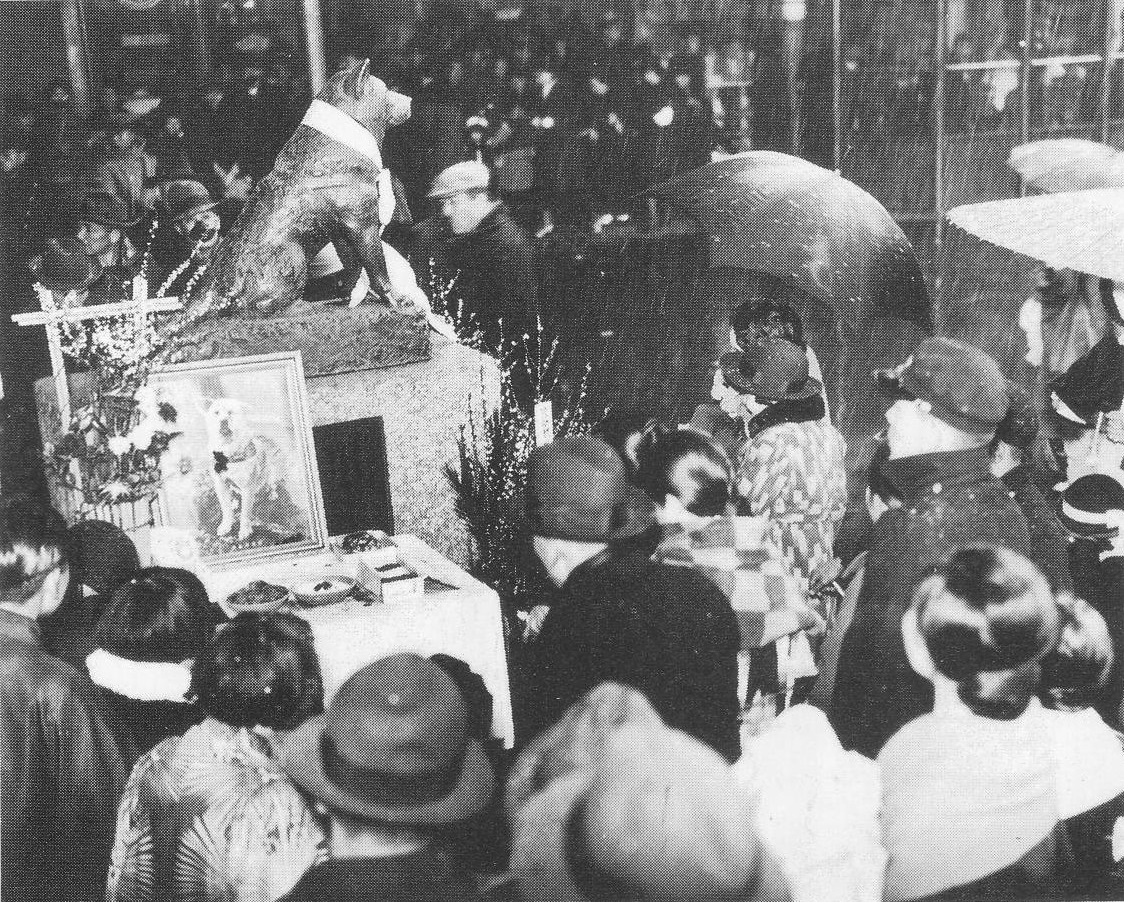
8 maart 1936, herdenking van de dood van Hachiko 1 jaar na dato

### Beeld
In april 1934 werd een bronzen standbeeld van Hachiko geplaatst bij het treinstation waar hij altijd wachtte. Hachiko was zelf aanwezig bij de onthulling ervan. Dit beeld werd in de Tweede Wereldoorlog echter omgesmolten voor gebruik in de oorlogsindustrie. In 1948 maakte Takeshi Ando, de zoon van de ontwerper van het originele beeld, een nieuw standbeeld. Dit beeld staat vandaag de dag nog altijd bij het station. De stationsuitgang bij het beeld is naar Hachiko vernoemd: "Hachiko-guchi".
Een tweede, soortgelijk standbeeld staat in de thuisstad van Hachiko bij Station Odate.

### Jaarlijkse ceremonie
Elk jaar wordt op 8 maart een ceremonie ter herdenking van Hachiko gehouden bij het station Shibuya. Dit trekt vaak honderden hondenliefhebbers.

## In de media
- Hachiko was het centrale onderwerp van de film Hachiko Monogatari (ハチ公物語)[5] uit 1987. Deze film was een groot succes en de laatste grote hit voor de filmstudio Shochiku Kinema Kenkyu-jo.[6][7]
- In 2009 verscheen een Amerikaanse remake van deze film onder de titel Hachiko: A Dog's Story.[8] Hierin speelt Richard Gere de rol van Hachiko’s eigenaar.
- Over Hachiko bestaan meerdere kinderboeken, zoals Hachiko: The True Story of a Loyal Dog uit 2004 en Hachiko Waits.
- Over het verhaal van Hachiko is ook een aflevering in Futurama geschreven, getiteld Jurassic Bark.